# Nesavršenosti realnog operacionog pojačavača
Realni operacioni pojačavač samo približno ispunjava zahtjeve po kojima je definisan idealni operacioni pojačavač. Nesavršenosti operacionog pojačavača često mogu da utiču na njegovu funkcionalnost, zbog čega su značajne, i cilj je da se svedu na najmanju moguću mjeru pri samoj konstrukciji operacionog pojačavača.
Idealan operacioni pojačavač ima sledeće karakteristike:
- beskonačna ulazna i nulta izlazna otpornost
- nulta naponska i strujna razdešenost, kao i nulti šum
- beskonačno pojačanje u otvorenoj petlji, beskonačna širina propusnog opsega, brzina odziva, kao i beskonačan CMRR faktor.

Operacioni pojačavači se najčešće izrađuju u integrisanoj tehnici, a konstruišu se iz tri osnovna dijela:
- ulaznog stepena, koji pojačava razliku napona na ulaznim priključcima
- naponskog pojačavača, koji uvodi dodatno pojačanje signala
- izlaznog stepena, koji obezbjeđuje dovoljnu veliku snagu na izlazu odnosno dovoljno veliko strujno pojačanje

Ulazni stepen se izvodi kao diferencijalni pojačavač sa dva simetrična ulaza, dok se izlazni stepen, koji omogućava velika strujna pojačanja, realizuje sa komplementarnim parom tranzistora. Svi operacioni pojačavači imaju istu osnovnu unutrašnju strukturu, međutim operacioni pojačavači realizovani pomoću MOSFET-ova imaju znatno bolje karakteristike nego oni realizovani pomoću bipolarnih tranzistora.

## Konačna ulazna otpornost
Ulazna otpornost se definiše kao otpornost sa strane ulaznih priključaka. Ulazna otpornost idealnog pojačavača je beskonačna, međutim realni pojačavač ima veliku ali ipak konačnu otpornost. Vrijednost ulazne otpornosti zavisi od tehnologije izrade. Kod operacionih pojačavača kostruisanih pomoću BJT-a iznosi 100 K - 10 Mom, dok kod MOSFET operacionih pojačavača može da bude i reda Moma.

## Ulazne struje polarizacije
Dok su kod idealnog operacionog pojačavača, usled beskonačne ulazne otpornosti, ulazne struje bile jednake nuli, kod realnog operacionog pojačavač to nije slučaj. Dakle kroz ulazne priključke pojačavača teku ulazne struje polarizacije.
Kod pojačavača konstruisanih pomoću BJT-a vrijednost struje polarizacije iznosi 10 - 100 nA, dok je kod operacionih pojačavača kostruisanih pomoću FET-ova ta struja reda pA.

## Nenulta izlazna otpornost
Izlazna otpornost realnog operacionog pojačivača ne može biti jednaka nuli, ali se pri njegovoj konstrukciji vodi računa da ona bude što manja. Najčešće vrijednosti izlazne otpornosti kreću se između 50 i 500 oma.

## Ulazna naponska razdešenost
Diferencijalni napon, koji treba dovesti između ulaznih priključaka (engl. input voltage offset), tako da pri jednakim ulaznim naponima, izlazni napon bude jednak nuli, naziva se napon razdešenosti.
U idealnom pojačavaču nema naponske razdešenosti, međutim kod realnog pojačavača naponski razlkia nastaje usled nesavršenosti diferencijalnog pojačavača, koji predstavlja ulazni stepen kod ogromne većine operacionih pojačavača. Nesavršenost diferencijalnog pojačavača se ogleda u nemogućnosti izrade dva tranzistora istih karakteristika. Polaritet ovog napona nije moguće unaprijed odrediti, jer zavisi od neuparenosti komponenata. Ulazni naponski ofset stvara dva problema:
- zbog visokog naponskog pojačanja, to praktično znači da će napon na izlazu otići u zasićenje, ako je sklop radio bez negativne povratne informacije, čak i kada su ulazni terminali kratko spojeni.
- čak i kad imamo zatvorenu negativnu povratnu spregu, ulazna razdešenost napona je pojačana zajedno sa signalom i to može predstavljati problem ako nam je potrebna visoka preciznost DC pojačanja ili ako je ulazni signal veoma mali.

Vrijednosti ovog napona najčešće se kreću u opsegu 2 - 10 mV.

## Strujna razdešenost na ulazu
Strujna razdešenost (engl. input current offset) je takođe posledica nesavršenosti diferencijalnog pojačavača na ulazu u operacionog pojačavača. Usled različitih karakteristika tranzistora koji čine diferencijalni pojačavač, struje polarizacije na ulazima operacionih pojačavača će se međusobno razlikovati. Ta razlika između struja polarizacije predstavlja ulaznu strujnu razdešenost, tj. strujni ofset predstavlja onu struju koju treba dovesti između ulaznih priključaka tako da se ulazne struje diferencijalnog pojačavača izjednače pri Vos=0.
Tipična vrijednost strujnog ofseta za BJT operacioni pojačavač obično je 10 nA, dok kod pojačavača realizovanog pomoću MOSFET-a iznosi svega nekoliko pA.

## Konačna brzina promjene
Konačna brzina promjene (engl. slew rate) operacionog pojačavača se definiše kao maksimalna moguća brzina promjene njegovog izlaznog napona u vremenu:
{\displaystyle SR=max(|{\frac {dv_{out}(t)}{dt}}|)}
Konačna brzina promjene postoji usled prisustva kondenzatora za podešavanje frekventnog odziva operacionog pojačavača. Treba napomenuti da konačna brzina promjene ne zavisi od električnog kola u kome je OP upotrebljen, jer punjenje kondenzatora unutar OP-a zavisi samo od njegove unutrašnje konstrukcije.
{\displaystyle SR={\frac {I_{sat}}{CA_{2}}}}
gdje je: C - kapacitivnost kondenzatora, Isat - izlazna struja diferencijalnog pojačavača u zasićenju, a A2-pojačanje drugog stepena operacionog pojačavača, tj. naponskog pojačavača.
Konačna brzina promjene nam pomaže da odredimo maksimalnu frekvenciju ulaznog signala koji možemo dovesti ne pojačavač tako da izlaz ostane neizobličen. U suprotnom, konačna brzina promjene može dovesti do nelinearnih efekata u pojačavaču. Na primer, da sinusni talasni oblik ne bi bio predmet ograničenja brzine promjene, konačna brzina promjene na svim mjestima u pojačavaču mora da zadovolji sledeći uslov:
{\displaystyle SR\geq 2\pi f\times V_{pk}}
gde je f frekvencija, i Vpk je vrh amplitude talasnog oblika.

## Konačno naponsko pojačanje
Pojačanje otvorene petlje (engl. open loop gain) je beskonačno kod idealnog OP, međutim kod realnog OP je konačno i najčešće se kreće u opsegu 100,000 do preko 1 milion. Naponsko pojačanje se definiše kao odnos izlaznog i ulaznog napona. Takođe, jedna od frekventih karakteristika realnih operacionih pojačavača je da se naponsko pojačanje predstavlja kao funkcija učestanosti, tako da pojačanje na različitim učestanostima ima različitu vrijednost.

## Šum
Pojačavači generišu slučajni napon na izlazu, čak i kada nema signala signala na ulazu. To može biti zbog termalnog šuma i treperenja signala u uređaju. Za sklopove sa velikim pojačanjem ili širokim propusnim opsegom, šum postaje veoma bitan faktor.

## Temperaturno klizanje
Svi parametri realnog OP se mijenjaju sa promjenom temperature. Ovo je naročito bitno za strujnu i naponsku razdešenost, jer se sa porastom temperature povećava neuparenost komponenti diferencijalnog pojačavača.

## Konačan faktor potiskivanja srednje vrijednosti signala
Konačan faktor potiskivanja srednje vrijednosti signala (engl. common-mode rejection ratio - CMRR) diferencijalnog pojačavača (ili nekog drugog uređaja) je mjera tendencije uređaja da odbije srednju vrijednost ulaznih signala. Visok CMRR je važan kada su relevantne informacije sadržane u razlici napona između dva ulaza pojačavača. Primer je audio prenos preko uravnoteženih linija. U idealnom slučaju, diferencijalni pojačavač uzima napone V+ i V- na dva ulaza i proizvodi izlazni napon Vo = Ad (V+ - V-), gdje je Ad diferencijalno pojačanje. Međutim, pravi izlaz diferencijalnog pojačavača je bolje opisati kao:
{\displaystyle V_{o}=A_{d}(V_{+}-V_{-})+{\frac {1}{2}}A_{cm}(V_{+}-V_{-})}
Gdje je Acm pojačanje srednje vrijednosti signala. CMRR se računa kao odnos diferencijalnog pojačanja i pojačanja srednje vrijednosti. Kod idealnog pojačavača Acm=0, pa je CMRR faktor beskonačno velik, međutim kod realnog to nije slučaj. Kod realnog OP CMRR se računa kao:
{\displaystyle CMRR=10\log {10}{({\frac {A_{d}}{A_{cm}}})}^{2}=20log{10}{({\frac {A_{d}}{A_{cm}}})}}
i izražava se u decibelima (dB). Poželjno je da bude što veći. Jako dobri pojačavači imaju CMRR reda 100 dB.

## Konačan propusni opseg
Svi pojačavači imaju konačan propusni opseg. To stvara nekoliko problema za OP. Prvo, u vezi sa ograničenjem opsega je razlika između faza ulaznog signala i izlaza iz OP koja može dovesti do oscilacija u kolu u nekim slučajevima. Drugo, smanjenje opsega rezultuje povećanjem distorzije, šuma i izlazne impedanse.

## Literatura
- Osnove elektronike, Spasoja Tešić i Dragan Vasiljević
- Basic Operational Amplifiers and Linear Integrated Circuits (2nd изд.). 1998. ISBN 978-0-13-082987-0.; ; Thomas L Floyd; David Buchla; 593 pages.
- Design with Operational Amplifiers and Analog Integrated Circuits (3rd изд.). 2002. ISBN 978-0-07-232084-8.; ; Sergio Franco; 672 pages.  (book website)
- Operational Amplifiers and Linear Integrated Circuits (6th изд.). 2000. ISBN 978-0-13-014991-6.; ; Robert F Coughlin; 529 pages.
- Op-Amps and Linear Integrated Circuits (4th изд.). 1999. ISBN 978-0-13-280868-2.; ; Ram Gayakwad; 543 pages.
- Op Amps For Everyone; 1st Ed; Ron Mancini; 464 pages; 2002; Texas Instruments SLOD006B. (Free PDF Download)